# Patrick Estrela
Patrick Estrela (Patrick Star no original) é um personagem fictício da série de televisão americana SpongeBob SquarePants. Ele é dublado pelo ator Bill Fagerbakke e foi criado e projetado pelo biólogo marinho e cartunista Stephen Hillenburg. Ele apareceu pela primeira vez no episódio piloto da série "Help Wanted" em 1 de maio de 1999.
Visto como uma estrela-do-mar preguiçosa, com sobrepeso e estúpida, Patrick mora sob uma rocha na cidade subaquática de Bikini Bottom, ao lado do moai de Squidward Tentacles. Seu traço de caráter mais significativo é a falta de bom senso, que às vezes leva ele e seu melhor amigo, SpongeBob SquarePants, a se meterem em problemas. Patrick está desempregado e é um autoproclamado especialista na "arte de não fazer nada".
O personagem recebeu reações positivas de críticos e fãs. Patrick foi incluído em várias mercadorias relacionadas a SpongeBob SquarePants, incluindo cromos, videogames, brinquedos de pelúcia e histórias em quadrinhos. Ele é um personagem principal no longa-metragem de 2004 The SpongeBob SquarePants Movie e no filme de 2015 The SpongeBob Movie: Sponge Out of Water.

## Papel emBob Esponja Calça Quadrada
Patrick é o melhor amigo ignorante, mas muito bem-humorado de Bob Esponja. Ele é retratado como uma estrela do mar rosa com sobrepeso, que serve como o idiota da cidade subaquática de Fenda do Bikini . Patrick fica mais imbecil ao longo da série e tem demonstrado cometer muitos erros ridículos. Apesar disso, ele foi ocasionalmente retratado como um sábio, com observância articulada a certos assuntos em detalhes específicos. No entanto, ele sempre volta rapidamente ao seu eu habitual e pouco inteligente depois de demonstrar um momento de sabedoria. Ele não possui nenhuma forma de ocupação, exceto por várias passagens muito breves trabalhando no Siri Cascudo e no Balde de Lixo em várias posições e, principalmente, passa seu tempo brincando com Bob Esponja, pegando água-viva com ele ou descansando sob a rocha sob a qual ele reside.[carece de fontes?]
Em casa, Patrick geralmente é retratado dormindo, assistindo TV ou envolvido na "arte de não fazer nada", na qual ele é um especialista. Todos os móveis no espaço sob a rocha são feitos de areia, e Patrick pode simplesmente optar por construir móveis rapidamente, conforme necessário; mesmo assim, seu espaço de vida é escasso e contém apenas o essencial. Além de seu melhor amigo Bob Esponja, que muitas vezes fica impressionado com a capacidade de Patrick de apresentar planos ou soluções ingênuas e geniais, Patrick frequentemente irrita aqueles que o rodeiam e fica confuso com as perguntas ou assuntos mais simples. Os personagens do Sr. Siriguejo e Lula Molusco não tenha paciência com a estupidez de Patrick, e o primeiro não lhe presta muita atenção; Clancy Brown, que fornece a voz do sr. Siriguejo, disse: "A única pessoa que ele [sr. Siriguejo] não contrata é Patrick, porque Patrick é estúpido demais para trabalhar por nada". Sandy muitas vezes fica irritada com Patrick, mas ainda o vê como um amigo.

## Recepção

### Resposta crítica
A recepção crítica para o personagem de profissionais e fãs tem sido positiva. Em sua resenha em DVD do DVD Verdict , Bill Treadway chamou Patrick de "o idiota da cidade, que às vezes dá alguns conselhos realmente ruins a Bob Esponja, mas ele é um amigo leal e isso é algo que não vemos muito hoje em dia". Ele disse: "Patrick é a definição de estúpido e suas travessuras farão você rir em voz alta". Em uma crítica publicada em 2007, Peter Keepnews do The New York Times.disse: "Patrick é um personagem popular, e os novos episódios ilustram o motivo: ele é infalivelmente entusiasmado, comovente leal e absolutamente indiferente às suas limitações intelectuais. Hilariamente dublado por Bill Fagerbakke, ele não é apenas uma criação cômica cativante, mas um modelo para idiotas em todos os lugares." .

### Alegações de homossexualidade
Em 2002, a popularidade do programa entre a comunidade gay cresceu, e foi relatado que eles haviam adotado o programa, de acordo com a BBC Online. O Wall Street Journal também levantou questões sobre Bob Esponja e Patrick em um artigo recente que apontava a popularidade do programa na comunidade gay. Tom Kenny, em resposta ao artigo, disse: "Eu senti que a insinuação era exagerada". Ouvi dizer que os espectadores gays apreciam o programa da mesma maneira que muitas pessoas, estudantes universitários, pais e filhos, gostam do programa. [...] Achei muito bobo levantar um artigo inteiro sobre isso. Eu não acho que é um caso de ser gay, é um ser humano. Todos são bem-vindos", disse Kenny.[carece de fontes?]
Em 2005, um vídeo promocional que envolve Bob Esponja promovendo diversidade e tolerância, foi criticado por dois grupos cristãos-evangélicos dos EUA, principalmente a organização "Foco na Família", porque interpretaram que o personagem estava sendo usado como defensor da homossexualidade, embora o vídeo tenha "nenhuma referência ao sexo, estilo de vida sexual ou identidade sexual". O incidente levou a perguntas sobre se Bob Esponja, seu melhor amigo Patrick e o resto dos personagens da série são personagens homossexuais. Após essa especulação e comentários, Hillenburg repetiu sua afirmação de que a preferência sexual nunca foi considerada durante a criação do programa. Ele esclareceu a questão e disse: "Nunca pretendemos que fossem gays. Considero-os quase assexuais. Estamos apenas tentando ser engraçados e isso não tem nada a ver com o programa". Tom Kenny e outros membros da produção ficaram chocados e surpresos que tal problema tivesse surgido. Derek Drymon, diretor criativo do programa até 2004, disse: "Se Bob Esponja dá as mãos a Patrick, é porque ele é seu melhor amigo e o ama. Acho que tudo isso faz parte de uma agenda maior para estigmatizar os gays". O fundador do "Foco na Família", James Dobson, afirmou mais tarde que seus comentários foram tirados de contexto e que suas queixas originais não estavam no Bob Esponja ou em nenhum dos personagens do vídeo, mas na organização que patrocinou o vídeo, a Fundação We Are Family. Dobson observou que a fundação havia publicado material pró-homossexual em seu sítio eletrónico, mas depois o removeu.
O teórico Jeffrey P. Dennis, autor do artigo da revista "A mesma coisa que fazemos todas as noites: significando desejo do mesmo sexo em desenhos animados na televisão", argumentou que Bob Esponja e Sandy não estão apaixonados romanticamente, acrescentando que acreditava que Bob Esponja e Patrick "estão ligados a uma intensidade indiscutivelmente erótica". Dennis observou que os dois "não são consistentemente codificados como parceiros românticos", já que vivem em residências separadas e têm grupos distintos de amigos, mas alegam que na série "a possibilidade de desejo pelo mesmo sexo nunca é excluída". Martin Goodman, da Animation World Magazine, descreveu os comentários de Dennis sobre Bob Esponja e Patrick como "interessantes".